# Condado de Denton

Localización del Condado de Denton en el estado de Texas.

El Condado de Denton es un condado localizado en el estado de Texas, Estados Unidos. En el 2000 la población fue de 432 976 habitantes pero se estima que para el 2006 tenía 584 238 habitantes. La sede se encuentra en la ciudad de Denton. Este condado es parte del Dallas/Fort Worth Metroplex y se encuentra al norte del Condado de Dallas y el Condado de Tarrant. El Condado de Denton debe su nombre a John B. Denton, un pastor, abogado y soldado que murió durante una incursión a un campamento de indios americanos.

## Demografía
En el censo del 2000 había 432 976 personas, 158 903 cabezas de familia, y 111 391 familias residiendo en el condado. La densidad de población era de 487 habitantes por milla cuadrada.
La composición racial del condado era:
- 81,73 % blancos
- 5,86 % negros o negros americanos
- 0,59 % nativos americanos
- 4,03 % asiáticos
- 0,05 % isleños
- 5,56 % otras razas
- 2,19 % de dos o más razas.

Había 158 903 cabezas de familia, de las cuales el 39,10 % tenían menores de 18 años viviendo con ellas, el 57,90 % eran parejas casadas viviendo juntas, el 8,60 % eran mujeres cabeza de familia monoparental (sin cónyuge), y 29,90 % no eran familias.
El tamaño promedio de una familia era de 3,18 miembros.
En el condado el 27,70 % de la población tenía menos de 18 años, el 11,30 % tenía de 18 a 24 años, el 37,00 % tenía de 25 a 44, el 19,00 % de 45 a 64, y el 5,00 % eran mayores de 65 años. La edad promedio era de 31 años. Por cada 100 mujeres había 99,00 hombres. Por cada 100 mujeres mayores de 18 años había 96,60 hombres.

## Economía
Los ingresos medios de una cabeza de familia del condado eran de $58 216 y el ingreso medio familiar era de $69 292. Los hombres tenían unos ingresos medios de $45 835 frente a $31 639 de las mujeres. El ingreso per cápita del condado era de $26 895. El 4,10 % de las familias y el 6,60 % de la población estaban debajo de la línea de pobreza. Del total de gente en esta situación, 6,20 % tenían menos de 18 y el 7,10 % tenían 65 años o más.